# Rally de Hungría 2021
El Rally Hungary 2021, oficialmente 3º Rally Hungary, fue la tercera edición y la séptima ronda de la temporada 2021 del Campeonato de Europa de Rally. Se celebró del 22 al 24 de octubre y contó con un itinerario de catorce tramos sobre asfalto que sumarón un total de 182,01 km cronometrados.
El ganador original de la prueba fue el letón Nikolay Gryazin quien fue sancionado con 15 minutos por los comisarios deportivos por no detenerse en la zona en la que se accidento el local Norbert Herczig, gracias a esta sanción el noruego Mads Østberg, segundo en la prueba fue ascendido a la primera posición. Fue acompañado en el podio por el campeón polaco de rally, Mikołaj Marczyk (originalmente tercero) y por el local András Hadik (originalmente cuarto).
Con el sexto puesto conseguido en esta prueba, el noruego Andreas Mikkelsen consiguió los puntos necesarios para consagrarse campeón europeo de rally a falta de una fecha para el final de campeonato. Además Mikkelsen se convirtió en el primer noruego en ganar el título y el quinto en hacerlo a bordo de un Škoda.

## Lista de inscritos
| Num.                     | Piloto              | Copiloto               | Automóvil               | Equipo                            |
| ------------------------ | ------------------- | ---------------------- | ----------------------- | --------------------------------- |
| 1                        | Andreas Mikkelsen   | Elliott Edmondson      | Škoda Fabia Rally2 evo  | Toksport WRT                      |
| 2                        | Mikołaj Marczyk     | Szymon Gospodarczyk    | Škoda Fabia Rally2 evo  | Orlen Team                        |
| 3                        | Efrén Llarena       | Sara Fernández         | Škoda Fabia Rally2 evo  | Rallye Team Spain                 |
| 4                        | Norbert Herczig     | Ramón Ferencz          | Škoda Fabia Rally2 evo  | Škoda Rally Team Hungaria         |
| 5                        | Erik Cais           | Jindřiška Žáková       | Ford Fiesta Rally2      | Yacco ACCR Team                   |
| 6                        | Mads Østberg        | Torstein Eriksen       | Citroën C3 Rally2       | Citroën Rally Team Hungary        |
| 7                        | Nil Solans          | Marc Martí             | Hyundai i20 N Rally2    | Team MRF Tyres                    |
| 8                        | Nikolay Gryazin     | Konstantin Aleksandrov | Volkswagen Polo GTI R5  | Nikolay Gryazin                   |
| 9                        | Yoann Bonato        | Benjamin Boulloud      | Citroën C3 Rally2       | CHL Sport Auto                    |
| 10                       | Umberto Scandola    | Guido D'Amore          | Hyundai i20 R5          | Hyundai Rally Team Italia         |
| 11                       | Simone Tempestini   | Sergiu Itu             | Škoda Fabia Rally2 evo  | Simone Tempestini                 |
| 12                       | Alberto Battistolli | Simone Scattolin       | Škoda Fabia Rally2 evo  | Alberto Battistolli               |
| 14                       | Petr Semerád        | Danny Persein          | Škoda Fabia Rally2 evo  | Rufa Motor-Sport                  |
| 15                       | Simone Campedelli   | Tania Canton           | Škoda Fabia Rally2 evo  | Team MRF Tyres                    |
| 16                       | András Hadik        | Krisztián Kertész      | Ford Fiesta Rally2      | DVTK SE                           |
| 17                       | Miklós Csomós       | Attila Nagy            | Škoda Fabia R5          | Borsod Talent MSE                 |
| 18                       | Ádám Velenczei      | Igor Bacigál           | Škoda Fabia Rally2 evo  | V-V Rally Racing Kft. Gulf Racing |
| 19                       | Frigyes Turán       | László Bagaméri        | Volkswagen Polo GTI R5  | Turán Motorsport SE               |
| 22                       | Javier Pardo Siota  | Adrián Pérez Fernández | Suzuki Swift R4LLY S    | Suzuki Motor Ibérica              |
| 23                       | Dmitry Feofanov     | Normunds Kokins        | Suzuki Swift R4         | Dmitry Feofanov                   |
| 24                       | Joan Vinyes         | Jordi Mercader         | Suzuki Swift R4LLY S    | Suzuki Motor Ibérica              |
| 26                       | Victor Cartier      | Fabien Craen           | Toyota Yaris Rally2-Kit | Victor Cartier                    |
| 28                       | Tibor Érdi Jr       | Zoltán Csökő           | Mitsubishi Lancer Evo X | Érdi Team Kft.                    |
| 30                       | Csaba Juhász        | Zoltán Péter Bencs     | Mitsubishi Lancer Evo X | Kole Média Center Kft.            |
| Fuente: ewrc-results.com |                     |                        |                         |                                   |

## Itinerario
| Día                     | Tramo | Nombre                        | Distancia | Ganador de la etapa          | Automóvil                                | Tiempo  | Líder de la general |
| ----------------------- | ----- | ----------------------------- | --------- | ---------------------------- | ---------------------------------------- | ------- | ------------------- |
| Día 1 (22 de octubre)   | -     | Napkor (Shakedown)            | 4.35 km   | Nikolay Gryazin              | Volkswagen Polo GTI R5                   | 2:05.8  | -                   |
| Día 1 (22 de octubre)   | SS1   | SSS Rabócsiring               | 2.40 km   | Nikolay Gryazin              | Volkswagen Polo GTI R5                   | 1:39.3  | Nikolay Gryazin     |
| Día 2 (23 de octubre)   | SS2   | Újhuta /1                     | 16.70 km  | Nikolay Gryazin              | Volkswagen Polo GTI R5                   | 9:19.3  | Nikolay Gryazin     |
| Día 2 (23 de octubre)   | SS3   | Füzér - Abaújvári elágazás /1 | 23.50 km  | Nikolay Gryazin              | Volkswagen Polo GTI R5                   | 13:01.6 | Nikolay Gryazin     |
| Día 2 (23 de octubre)   | SS4   | Mád - Disznókő /1             | 10.19 km  | Norbert Herczig              | Škoda Fabia Rally2 evo                   | 5:29.6  | Nikolay Gryazin     |
| Día 2 (23 de octubre)   | SS5   | Újhuta /2                     | 16.70 km  | Erik Cais                    | Ford Fiesta Rally2                       | 9:03.8  | Erik Cais           |
| Día 2 (23 de octubre)   | SS6   | Füzér - Abaújvári elágazás /2 | 23.50 km  | Mads Østberg                 | Citroën C3 Rally2                        | 12:40.0 | Nikolay Gryazin     |
| Día 2 (23 de octubre)   | SS7   | Mád - Disznókő /2             | 10.19 km  | Mads Østberg                 | Citroën C3 Rally2                        | 5:24.6  | Nikolay Gryazin     |
| Día 3 (24 de octubre)   | SS8   | Erdőbénye /1                  | 13.50 km  | Nikolay Gryazin              | Volkswagen Polo GTI R5                   | 6:42.6  | Nikolay Gryazin     |
| Día 3 (24 de octubre)   | SS9   | Fony /1                       | 10.85 km  | Mikołaj Marczyk              | Škoda Fabia Rally2 evo                   | 5:13.5  | Nikolay Gryazin     |
| Día 3 (24 de octubre)   | SS10  | Nyíregyháza Városí SSS /1     | 5.78 km   | Mads Østberg                 | Citroën C3 Rally2                        | 4:48.9  | Nikolay Gryazin     |
| Día 3 (24 de octubre)   | SS11  | Erdőbénye /2                  | 13.50 km  | Mads Østberg                 | Citroën C3 Rally2                        | 6:42.9  | Nikolay Gryazin     |
| Día 3 (24 de octubre)   | SS12  | Fony /2                       | 10.85 km  | Mikołaj Marczyk              | Škoda Fabia Rally2 evo                   | 5:12.1  | Nikolay Gryazin     |
| Día 3 (24 de octubre)   | SS13  | Erdőbénye /3                  | 13.50 km  | Mads Østberg                 | Citroën C3 Rally2                        | 6:44.3  | Nikolay Gryazin     |
| Día 3 (24 de octubre)   | SS14  | Fony /3                       | 10.85 km  | Mikołaj Marczyk Mads Østberg | Škoda Fabia Rally2 evo Citroën C3 Rally2 | 5:16.0  | Nikolay Gryazin     |
| Fuente:ewrc-results.com |       |                               |           |                              |                                          |         |                     |

## Clasificación final
| Pos.                     | Piloto                   | Copiloto            | Automóvil              | Equipo                     | Tiempo    | Puntos  |
| ------------------------ | ------------------------ | ------------------- | ---------------------- | -------------------------- | --------- | ------- |
| 1                        | Mads Østberg             | Torstein Eriksen    | Citroën C3 Rally2      | Citroën Rally Team Hungary | 1:38:43.4 | 30+7    |
| 2                        | Mikołaj Marczyk          | Szymon Gospodarczyk | Škoda Fabia Rally2 evo | Orlen Team                 | +21.8     | 24+6    |
| 3                        | András Hadik             | Krisztián Kertész   | Ford Fiesta Rally2     | DVTK SE                    | +26.1     | 21+3    |
| 4                        | Efrén Llarena            | Sara Fernández      | Škoda Fabia Rally2 evo | Rallye Team Spain          | +1:14.1   | 19      |
| 5                        | Simone Campedelli        | Tania Canton        | Škoda Fabia Rally2 evo | Team MRF Tyres             | +1:21.8   | 17      |
| 6                        | Andreas Mikkelsen        | Elliott Edmondson   | Škoda Fabia Rally2 evo | Toksport WRT               | +1:30.4   | 15      |
| 7                        | Erik Cais                | Jindřiška Žáková    | Ford Fiesta Rally2     | Yacco ACCR Team            | +1:49.6   | 13      |
| 8                        | Yoann Bonato             | Benjamin Boulloud   | Citroën C3 Rally2      | CHL Sport Auto             | +2:06.8   | 11+3    |
| 9                        | Miklós Csomós            | Attila Nagy         | Škoda Fabia R5         | Borsod Talent MSE          | +2:14.8   | 9+2     |
| 10                       | László Bodolai           | Attila Deák         | Ford Fiesta Rally2     | Boller Mechanic Kft.       | +4:48.3   | [ n 1 ] |
| 11                       | József Trencsényi        | Gábor Verba         | Škoda Fabia Rally2 evo | Extrém Sport Team Kft.     | +6:14.4   | [ n 1 ] |
| 12                       | Sami Pajari              | Marko Salminen      | Ford Fiesta Rally4     | Porvoon Autopalvelu        | +6:52.2   | 7       |
| 13                       | Jon Armstrong            | Phil Hall           | Ford Fiesta Rally4     | M-Sport Poland             | +7:15.4   | 5       |
| 14                       | Alberto Battistolli      | Simone Scattolin    | Škoda Fabia Rally2 evo | Alberto Battistolli        | +7:21.0   | 4       |
| 15                       | Jean-Baptiste Franceschi | Anthony Gorguilo    | Renault Clio Rally4    | Toksport WRT               | +7:55.0   | 3       |
| 16                       | Alejandro Cachón         | "Jandrín"           | Peugeot 208 Rally4     | Rally Team Spain           | +8:08.6   | 2       |
| 17                       | Anthony Fotia            | Arnaud Dunand       | Renault Clio Rally4    | CHL Sport Auto             | +9:00.8   | 1       |
| Fuente: ewrc-results.com |                          |                     |                        |                            |           |         |

## Clasificaciones tras el rally
| Posición | Piloto            | Puntos | Cambios de posición |
| -------- | ----------------- | ------ | ------------------- |
| 1        | Andreas Mikkelsen | 191    | Sin cambios         |
| 2        | Mikołaj Marczyk   | 135    | Sin cambios         |
| 3        | Efrén Llarena     | 121    | Sin cambios         |
| 4        | Alexey Lukyanuk   | 95     | Sin cambios         |
| 5        | Norbert Herczig   | 87     | Sin cambios         |

| Posición | Equipo              | Puntos | Cambios de posición |
| -------- | ------------------- | ------ | ------------------- |
| 1        | Toksport WRT        | 411    | Sin cambios         |
| 2        | Rally Team Spain    | 338    | Sin cambios         |
| 3        | Orlen Team          | 150    | Sin cambios         |
| 4        | Porvoon Autopalvelu | 147    | Crecimiento         |
| 5        | Team MRF Tyres      | 127    | Sin cambios         |